# 租税条約
形式的意味においては、租税条約(そぜいじょうやく)とは、二重課税の排除と脱税の防止などを目的として主権国家の間で締結される成文による国家間の合意（条約）である。また、租税条約以外の各種の条約にも、相手国の居住者などの日本におけるある税目上の扱いを特に定める場合がある。これらの規定も実質的には租税条約の一部をなす。なお、日本においては、国内租税法令が憲法上の租税法律主義により成文で定めなければならないと考えられることから、租税条約も成文によるべきであり、国際慣習法として不文の租税条約を観念することには消極であるのが一般である。

## 租税条約の目的

### 二重課税の排除
経済取引が発展し、人、物、金、サービスが国境を超えるようになると、居住地国と源泉地国との間で二重課税の問題が生じうる。これは、一方で国家は、国民の居住地（個人にあっては住所や居所など、法人にあっては本店所在地など）に着目して、たとえ世界のどこで稼得した利益であろうとこれを課税しようとする考え方（全世界所得課税）があり、他方で、国家は、自国の主権の及ぶ範囲において稼得された利益については、たとえ自国に居住地を有しない者によるものであっても、これに課税しようとする考え方があるからである。
居住地国も源泉地国も相互に主権国家である以上、お互いの国の課税の方針についてとやかくいうことは難しい。しかしながら、目先の税収確保に捉われてこの二重課税の問題を放置すれば結局のところ、国境を跨いだ経済取引の阻害要因となり、長期的には国家の損失につながる。
二重課税は、国内法により外国税額控除制度を設けたり、あるいは全世界所得課税を放棄し国内源泉所得のみに課税を行う立場（外国所得免税）をとれば、一定程度は排除できるが、その手続きが煩雑かつ手間暇がかかり、技術的にも完全な排除が困難である。したがって、租税条約により、相互の課税権を譲歩して、二重課税を排除するように課税権の配分を定め、相手国の居住者に対する課税の減免を行うこととなる。なお、船舶（後に、航空機も含む）運輸による所得については、相手国での同等の扱いを前提として、日本は、相互免除を定める法律を国内法令上定めてきた。

### 脱税の防止
また、国際的な取引に絡む租税回避や脱税の防止には相互の国の協力が不可欠であることから、租税条約には互恵的な情報交換規定が盛り込まれている。さらに、近年の租税条約においては、租税条約の各種の規定を濫用的に用いることによって、本来租税条約が認めた扱いを想定外の第三者にも認めることがあり得ることがわかってきたため、そのような条約の乱用による租税回避を防止するための規定を租税条約自体に定めている。なお、国内法令上の租税回避を否認する規定は租税条約には含まれていないと解される。

## 租税条約の歴史
租税条約は、歴史的には、多数の国家が地続きで接するヨーロッパ諸国で先ず発展した。当初は、国内税制が各国でかなり異なっていたために条約のフォーマットも必ずしも共通ではなく、ごく一部の税目のごく一部分だけが取り上げられていたに過ぎない。しかし、第１次世界大戦ののち、欧州の復興、戦争回避のためには国際経済を発展させ各国が経済的に相互依存することが重要であると考えられるようになり、国際連盟は設立当初から、そのための方策を検討し始めた。米国は、そのような動きが自国の利益に適うと考えたためか、ロックフェラー財団が資金を拠出し、当時連邦財務次官を退官した直後のM.B.Carolを団長とする税制調査団を国際連盟に組織させ、当時の加盟国（米国は非加盟国であった）の国内税制を調査した。その成果を取り入れた国際機関初のモデル租税条約草案が1928年に公表された。しかし、この草案は、事業所得だけを対象としているという範囲の狭さや、人税、物税という当時の税目の分類方法に依存し、また、子会社と支店を同じ恒久的施設に分類するなどの問題点があったために採択されなかった。

## 租税条約の法的効果
日本においては締結された租税条約は国内法に優先して効力を有する。この優先の意味は、国内法の効力の一部を減殺するということである。租税条約が国内法よりも優先的な効力を有するからといって、そのような条約が国内において直接適用されるとは限らず（いわゆる、自力執行条約の問題）、租税条約の規定の中には直接適用が可能な規定と、直接適用ができず条約の国内的執行のための国内法が必要であると考えられる規定とが混在している。たとえば、租税特別措置法66条の4（移転価格税制）は、OECDモデル条約でいえば9条にあたる特殊関連企業条項の国内的執行のための規定であると解される（すなわち、9条は自力執行できない規定であると解される）。
また、租税条約は、当事国間の二重課税の防止、租税回避脱税の予防のための条約であるから、租税条約だけを根拠として課税することはできない。租税条約は、国内法上課税しうることを前提に、二重課税排除を目的に当事国間で課税権を譲歩し、二重課税を排除することを目的とする。これは、上述の租税条約と国内租税立法の効力関係とは無関係である。
アメリカ合衆国連邦憲法の下では、合衆国連邦憲法が最高法規であって、連邦議会制定法も対外条約も連邦憲法に劣位し、制定法と条約は対等の関係にある。従って、仮に租税条約を締結した後にその租税条約の恩典効果を減殺させるような国内立法がなされた場合には、後法優先の原則によりその国内法がそのまま適用されてしまういわゆる条約のオーバーライドの問題がある。これは、コモンロー諸国に見られる現象ではなく、アメリカ合衆国連邦憲法に固有の現象であって、英国では国会主権原理の下、内閣が締結した条約を国内で執行するためには国内立法が必要であるとの、国内法と条約の二元論に基づく個別的受容方式がとられている。コモンロー諸国だからといって条約の国内法上の位置づけは同じではない。

## モデル条約
実際に効力を有する租税条約ではなく、加盟国間での租税条約締結の雛型として国際機関が立案した代表的なモデルとして、OECDモデル条約 (Model Double Taxation Convention on Income and Capital )や国連モデル条約 (United Nations Model Convention for Tax Treaties between Developed and Developing Countries )、がある。前者は、先進国同士のモデル、後者は先進国と途上国間のモデルであり、後者は源泉地国である途上国の課税権により配意した内容となっている。また、欧州共同体は1960年代に欧州共同体モデル租税条約の草案を公表していた。さらに、OECDは相続税（遺産税）についてもモデル租税条約を公表している。ASEANも独自のモデル条約を有する。
また、アメリカ合衆国、メキシコ、マレーシア、オランダ、ベルギーなどでは、独自に自国の租税条約締結方針を明らかにするため、モデル条約を公表しているが、モデル租税条約を公表する国は増加傾向にある。

## 日本の締結した租税条約
日本は、現在88条約を締結しており、156カ国・地域との間に効力を有する。条約数と国の数が一致しないのは、対旧ソビエト連邦との間の条約が、連邦崩壊後の各諸国との間でもそのまま承継されることとなっていること、税務行政執行共助条約が多数国間条約であることによる。

### 日米租税条約
日本が初めて所得税条約を締結したのは、第二次世界大戦後、サンフランシスコ講和条約により独立を回復した後、1954年、アメリカ合衆国との間の所得税条約であった。2003年、最大の経済上のパートナーであったアメリカ合衆国との所得税に係る租税条約を全面改訂した。原条約や旧条約は、日本が未だ途上国から先進国への発展過程にあった時代に締結されたものであったため、源泉地国課税に配慮した内容であったが、日本が先進国の仲間入りをし、海外進出が盛んになるとその弊害が喧伝されることとなった。
新条約においては、OECDモデル条約をその基礎としているといわれているが、必ずしもその内容はモデル条約と同一ではなく、OECDモデル租税条約を基礎としていると理解するのは困難である。さらに、両国で扱いの異なる事業体の条約上の位置づけに関する規定や条約特典制限条項のように他の条約にあまり類を見ないような画期的な内容も盛り込まれている。
まず、相互に投資所得（利子、配当、使用料など）に対する減免を行った。とくに、ライセンスなどの使用料所得については旧条約では10%とされていた制限税率を相互に免税（すなわち源泉地国では免税）としたことは画期的であり、今後両国間での投資促進への寄与が期待されている。
また、新条約は他の租税条約例よりもより有利な恩典内容となっていることから、租税条約の恩典を実際には享受すべきでない者がこれを悪用する、いわゆる条約あさり（treaty shopping）が想定されるため、これに対処すべく恩典を享受できる者について詳細な規定（上述の条約特典制限条項）が盛り込まれている。

### 日本の租税条約ネットワーク[1]
1. ・租税条約（二重課税の除去並びに脱税及び租税回避の防止を主たる内容とする条約）：75 本、81国・地域
2. ・情報交換協定（租税に関する情報交換を主たる内容とする条約）：11 本、11 か国・地域（*1で表示）
3. ・税務行政執行共助条約：締約国は我が国を除いて126か国。適用拡張により 144か国・地域に適用。このうち我が国と二国間条約を締結していない国・地域は63か国・地域。

| アジア・大洋州(29) - インド - インドネシア - オーストラリア - 韓国 - シンガポール - スリランカ - タイ - 中国 - ニュージーランド - パキスタン - バングラデシュ - フィジー - フィリピン - ブルネイ - ベトナム - 香港 - マレーシア - サモア *1 - マカオ - 台湾 執行共助条約のみ - クック諸島 - ナウル - ニウエ - ニューカレドニア - バヌアツ - パプアニューギニア - マーシャル諸島 - モルディブ - モンゴル 中近東地域(10) - アラブ首長国連邦 - イスラエル - オマーン - カタール - クウェート - サウジアラビア - トルコ 執行共助条約のみ - バーレーン - ヨルダン - レバノン アフリカ地域(23) - アルジェリア - エジプト - ザンビア - 南アフリカ - モロッコ 執行共助条約のみ - ウガンダ - エスワティニ - ガーナ - カーボベルデ - カメルーン - ケニア - セーシェル - セネガル - チュニジア - ナイジェリア - ナミビア - ブルキナファソ - ベナン - ボツワナ - モーリシャス - モーリタニア - リベリア - ルワンダ | 北米・中南米(36) - アメリカ - ウルグアイ - エクアドル - カナダ - コロンビア - ジャマイカ - チリ - ブラジル - ペルー - メキシコ - ケイマン諸島 *1 - 英領バージン諸島 *1 - パナマ *1 - バハマ *1 - バミューダ *1 執行共助条約のみ - アルゼンチン - アルバ - アンギラ - アンティグア・バーブーダ - エルサルバドル - キュラソー - グアテマラ - グレナダ - コスタリカ - セントクリストファー・ネイビス - セントビンセントおよびグレナディーン諸島 - セントマーティン - セントルシア - タークス・カイコス諸島 - ドミニカ共和国 - ドミニカ国 - トリニダード・トバゴ - パラグアイ - バルバドス - ベリーズ - モンセラット | 欧州地域(46) - アイスランド - アイルランド - イギリス - イタリア - エストニア - オーストリア - オランダ - ギリシャ - クロアチア - スイス - スウェーデン - スペイン - スロバキア - スロベニア - セルビア - チェコ - デンマーク - ドイツ - ノルウェー - ハンガリー - フィンランド - フランス - ブルガリア - ベルギー - ポルトガル - ポーランド - ラトビア - リトアニア - ルクセンブルク - ルーマニア - ガーンジー *1 - ジャージー *1 - マン島 *1 - リヒテンシュタイン *1 執行共助条約のみ - アルバニア - アンドラ - 北マケドニア - キプロス - グリーンランド - サンマリノ - ジブラルタル - フェロー諸島 - ボスニア・ヘルツェゴビナ - マルタ - モナコ - モンテネグロ | ロシア・NSI諸国(12) - アゼルバイジャン - アルメニア - ウクライナ - ウズベキスタン - カザフスタン - キルギス - ジョージア - タジキスタン - トルクメニスタン - ベラルーシ - モルドバ - ロシア |

これらのうち、アメリカ、イギリス、フランス、オーストラリア、オランダ、スイス、ニュージーランド、スウェーデン、ドイツ、ラトビア、リトアニア、エストニア、ロシア、オーストリア、アイスランド、デンマーク(2019年1月現在)は、租税条約に特典条項があり、支払いを受ける者が対象国の居住者であることを証明する書類を提出する必要があるなど租税条約の適用に一定の条件が付けられている。また、2015年12月に締結されたドイツとの改正租税条約も特典条項が設けられている。